# Christine Nippoldt
Christine Nippoldt (* 1979 in Regensburg; geb. Goppel) ist eine deutsche Illustratorin und Autorin. Ihre Bücher für Kinder veröffentlicht sie oft unter dem Künstlernamen Lilli L'Arronge.

## Leben
Mit 18 Jahren schrieb und illustrierte sie ihr erstes Kinderbuch Lisa und der Strudelmann, das die Regensburger Sagenwelt um einen neuen Charakter ergänzt. 1999 bis 2004 studierte sie Visuelle Kommunikation an der Bauhaus-Universität Weimar, u. a. bei Werner Holzwarth. In dieser Zeit dreht sie gemeinsam mit Miriam Visaczki den Kurzfilm Das Mädchen, er und der Ort, der auf internationalen Kurzfilmfestivals läuft. 2004 schloss sie ihr Studium erfolgreich mit dem Kinderbuch Luis, die erste Laus im Weltall ab.
2004 bis 2005 besuchte sie für zwei Gastsemester die Fachhochschule Münster mit dem Schwerpunkt Kinderbuchillustration. 2006 gründete sie gemeinsam mit anderen Kreativen die Ateliergemeinschaft Hafenstraße 64 in Münster. Von dort arbeitet sie freiberuflich für unterschiedliche Auftraggeber und Verlage.
Jedes Jahr im November präsentieren die Künstler der Hafenstraße 64 ihre aktuellen Werke beim „TaTü“, dem Tag der offenen Tür. Gemeinsam mit ihrem Mann Robert Nippoldt und seiner Schwester Astrid Nippoldt arbeitet sie gelegentlich an Projekten unter dem Label „Studio Nippoldt“.
Außerdem unterstützt sie Robert Nippoldt bei seinen Buchprojekten, z. B. kolorierte sie 2010 seine Zeichnungen für das Buch Hollywood in den 30er Jahren. Über die Entstehung des Buches drehten sie zusammen den Kurzfilm The Book Artist.
In enger Zusammenarbeit mit der Autorin Kathrin Schrocke illustrierte Christine Nippoldt 2016 das Buch Schattige Plätzchen. Es ist im Auftrag des Psychotraumzentrums der Bundeswehr entstanden und soll Kindern von Soldaten mit posttraumatischer Belastungsstörung helfen.
Christine Nippoldts Werke umfassen zahlreiche Kinderbücher, illustrierte Bücher für ein erwachsenes Publikum sowie Kurzfilme und Animationsfilme. Ihre Bücher sind mittlerweile in 20 Sprachen übersetzt. Die englische Übersetzung von Ich Groß, Du Klein kam 2017 unter die Finalisten des Kirkus Awards, USA.

## Bücher (veröffentlicht unter Christine Nippoldt / Christine Goppel)
- Lisa und der Strudelmann[9][10] Kernverlag, Regensburg 2000, ISBN 978-3-934-98301-4
- Luis Raumfahrt NordSüd, Gossau 2005, ISBN 3-314-01447-3
- Anna und der Meerschweinchenvampir Dudenverlag, Mannheim 2009, ISBN 978-3-411-70821-5
- Die Rache des Meerschweinchenvampirs Dudenverlag, Mannheim 2013, ISBN 978-3-411-81236-3
- Hollywood in den 30er Jahren[11] von Robert Nippoldt und Daniel Kothenschulte, Gerstenberg Verlag, Hildesheim, 2010, ISBN 978-3-8369-2628-7
- Leb’ wohl Berlin[12] Text: Christopher Isherwood, Büchergilde, Frankfurt am Main 2019
- Die große Transformation. Umwelt – so kriegen wir die Kurve. Mit Jörg Hartmann, Jörg Hülsmann, Astrid Nippoldt, Robert Nippoldt und Iris Ugurel. Hrsg. von A. Hamann, C. Zea-Schmidt und Reinhold Leinfelder. Jacoby & Stuart, Berlin 2013, ISBN 978-3-941087-49-1.

## Bücher (veröffentlicht unter Lilli L’Arronge)
- An Dich – von früh bis spät andauernd Coppenrath, Münster 2009, ISBN 978-3-815-79565-1
- Chaos in Bad Berleburg[13] Jacoby & Stuart, Berlin, ISBN 978-3-941087-76-7
- Ich Groß, Du Klein Jacoby & Stuart, Berlin 2014, ISBN 978-3-942787-20-8
- Mein Klapp-Loch-Such-Buch Auf Reisen mit Kristina Fransbach, Esslinger, Stuttgart 2015, ISBN 978-3-480-23077-8
- Wunschkind Jacoby & Stuart, Berlin 2012, ISBN 978-3-941787-67-4
- Schattige Plätzchen[14] Text von Kathrin Schrocke, 2014
- Wir mit dir sind vier Jacoby & Stuart, Berlin, ISBN 978-3-946593-16-4
- ABC- im Klo stand mal ein Reh mit Texten von Werner Holzwarth, Klett Kinderbuch, Leipzig 2015, ISBN 978-3-95470-173-5
- Familienbande Jacoby & Stuart, Berlin 2020, ISBN 978-3-96428-058-9
- Fritzi wird Bäuerin Pixi, Carlsen, Hamburg 2018

## Kurzfilme
- Das Mädchen, er und der Ort zusammen mit Miriam Visaczki, Weimar 2001
- Flavie und Ruth[15] zusammen Miriam Visaczki, Weimar 2002
- Das Akademische Viertel Animation, zusammen mit Aike Arndt, ARTE, Karambolage, 2013
- The Book Artist[16][17] zusammen mit Robert Nippoldt, Sven Kirsten, Christian Manchen, Münster 2014
- Schlöppmanns Hut[18] zusammen mit Robert Nippoldt, Musik: Philip Ritter, Trio Größenwahn, Münster 2020